# Elefanta
Elefanta (hindi Gharapuri) – wyspa na Morzu Arabskim w pobliżu Bombaju (Maharasztra) w Indiach. Nazwa pochodzi od znajdującej się tam niegdyś rzeźby słonia. 
Znajduje się na niej zespół siedmiu wykutych w skale świątyń poświęconych bogu Śiwie z bardzo bogatą dekoracją rzeźbiarską i płaskorzeźbiarską, wykonaną w  tzw. stylu poguptyjskim. Pochodzą one z VIII–IX w., kiedy nad tym obszarem władała dynastia Silhara. 
Zespół grot z Elefanty od 1987 znajduje się na liście światowego dziedzictwa UNESCO.